# Zelkova
Zelkova Spach è un genere di piante decidue appartenenti alla famiglia Ulmaceae.

## Descrizione
Le dimensioni variano dalle forme cespugliose come Z. sicula, alte pochi dm,  alle forme arboree, come Z. carpinifolia, che può raggiungere anche i 35 m di altezza.

## Distribuzione
Il genere Zelkova era ampiamente diffuso in tutto l'emisfero boreale sino al Pliocene. Le estese glaciazioni del Pleistocene hanno confinato il genere al suo attuale areale che comprende l'Europa meridionale (poche località isolate) e l'Asia sudoccidentale e orientale.
Secondo il Palaeobiology Database, i primi resti fossili conosciuti per questo genere risalgono a circa 80 milioni di anni fa (Cretaceo) e provengono dal Canada.

## Tassonomia
In questo genere sono riconosciute 6 specie:
- Zelkova abelicea (Lam.) Boiss. - zelkova di Creta
- Zelkova carpinifolia (Pall.) K.Koch - zelkova del Caucaso
- Zelkova schneideriana Hand.-Mazz. -  zelkova di Schneider
- Zelkova serrata (Thunb.) Makino -  zelkova giapponese
- Zelkova sicula Di Pasq., Garfi & Quézel - zelkova siciliana
- Zelkova sinica C.K.Schneid. - zelkova cinese